# Ruth Gruber
Ruth Gruber (Brooklyn, New York, 30 septembre 1911 - New York, 17 novembre 2016) est une journaliste, photographe et écrivain américaine, également humanitaire et fonctionnaire du gouvernement des États-Unis.

## Biographie

### Famille et études
Née à Brooklyn d'immigrants juifs russes, avec cinq frères et sœurs, elle est encouragée à poursuivre son rêve de devenir écrivain. 
Précoce, à 15 ans elle est déjà étudiante à l'université de Cologne en Allemagne et poursuit ses études à l'aide de bourses qu'elle obtient. En 1931, à l'âge de 20 ans, elle devient la plus jeune personne à obtenir un doctorat de l'Université de Cologne en philosophie allemande, littérature anglaise moderne et histoire de l'art, décerné pour sa thèse sur Virginia Woolf avec laquelle elle avait pu obtenir de longs entretiens.  

### Activités
En Allemagne où elle étudie, elle voit la montée du nazisme et écrit pour des journaux comme le New York Herald des articles spécialement sur le statut des femmes en Allemagne nazie et en URSS communiste. 
Au début de la Seconde Guerre mondiale, Ruth Gruber décide de partir seule en Alaska dans ses coins les plus reculés en tant que correspondante ; elle est la première femme à voler au-dessus de la Sibérie vers l'Arctique soviétique. Elle voyage, enquête dans grand Nord sur les Aléoutes et donne des leçons à des petites Esquimaux le dimanche.
En 1944, son chef, le ministre de l'Intérieur, Harold Ickes, la rappelle à Washington pour lui confier une mission secrète pour le président Roosevelt et pour laquelle il lui attribue le titre de « général honoraire » à 33 ans. Alors que la Seconde Guerre mondiale fait rage en Europe, elle porte son attention vers la crise des réfugiés juifs fuyant la Shoah : agissant au nom de l'administration Roosevelt, elle escorte 1 000 réfugiés d'Italie aux États-Unis et enregistre leurs histoires. Elle est également le témoin de la scène au port de Haïfa en terre d'Israël lorsque des survivants de l'Holocauste réfugiés sur le navire Exodus 1947 intercepté par la Royal Navy se voient refuser l'entrée en Palestine sous contrôle britannique ; elle documente leur expulsion vers l'Allemagne à travers des photographies publiées dans un livre témoignage.
En 1946, elle a fait partie de la commission d'enquête anglo-américaine sur la Palestine mandataire, qui conclut au bout de cinq mois sur l'acceptation par le Royaume-Uni d'un nombre limité de Juifs rescapés de la Shoah sur le territoire de son mandat en Palestine. Elle publiera en 2004 des photographies des camps d'internement pour réfugiés juifs à Chypre dans son livre de témoignage intitulé Inside of Time: My Journey from Alaska to Israel.
En 1951, elle se marie avec Philip Michaels, un avocat new-yorkais dévoué aux pauvres et démunis. Le couple a deux enfants : Cella et David devenu professeur en épidémiologie à l'université George-Washington et nommé secrétaire d'État adjoint au travail et à la santé par Barack Obama en 2009. Sa nièce est l'écrivain scientifique Dava Sobel. 
Elle écrit une chronique populaire pour Hadassah Magazine intitulée « Diary of an American Housewife ».  
Son mari meurt en 1968 et six ans après, elle épouse (en) Henri J. Rosner (1909-1982), le responsable des programmes de protection sociale de la ville de New York.
En 1978, elle séjourne un an en Israël pour écrire Raquela: A Woman of Israel, au sujet d'une infirmière israélienne, Raquela Prywes qui travaillait dans un camp de détention britannique et dans un hôpital de Beersheba. Ce livre a remporté le National Jewish Book Award en 1979 pour le meilleur livre sur Israël. 
Dans les années 1980, elle couvre également l'évacuation des Juifs éthiopiens vers Israël (opération Moïse) et écrit à cette occasion Rescue: The Exodus of the Ethiopian Jewish.
Le premier volume de l'autobiographie de Gruber Ahead of Time: My Early Years as a Foreign Correspondent est publié en 1991.
Toute sa vie Ruth Gruber œuvre pour les bonnes causes : l'aide aux réfugiés, le statut des femmes et la qualité de l'enseignement surtout des petits élèves. Elle voyage dans le monde entier et parcourt les États-Unis pour donner des conférences sur un grand nombre de sujets inspirés par ses propres expériences. Elle écrit également de nombreux d'articles pour la presse et plusieurs livres.
Gruber reçoit de nombreux prix pour son écriture et des actes humanitaires, y compris le prix Na'amat Meir Golda, des prix du Centre Simon-Wiesenthal du Musée de la Tolérance, le prix Cornell-Capa en 2011 ou le prix Norman-Mailer. 
Le 21 octobre 2008, Gruber est honorée pour son travail de défense de la liberté d'expression par la Coalition nationale contre la censure. En 2016, une exposition de ses photographies intitulée Ruth Gruber: photojournaliste se tient au Musée juif de Portland en Oregon. En 2011, alors qu'elle est âgée de 100 ans, l'œuvre de Ruth Gruber en tant que photojournaliste s'étendant sur six décennies sur quatre continents fait l'objet d'une exposition rétrospective au Centre international de la photographie de New York et s'intitule Ruth Gruber: photojournaliste
Ruth Gruber meurt à 105 ans à Manhattan.

## Publications

### Livres
- Witness: One of the Great Correspondents of the Twentieth Century Tells Her Story Schocken (2007)  (ISBN 0-8052-4243-0)
- Virginia Woolf: The Will To Create As A Woman, 2005
- Inside of Time: My Journey from Alaska to Israel, 2002, 2004[4]
- Exodus 1947: The Ship That Launched the Nation, 1999  (ISBN 0-8129-3154-8), 2007
- Ahead of Time: My Early Years As a Foreign Correspondent, 1991, 2001
- Rescue: The Exodus of the Ethiopian Jews, 1987,  (ISBN 9780689117718)[8]
- Haven: The Dramatic Story of 1000 World War II Refugees and How They Came to America, 1983, 2000
- Raquela: A Woman of Israel, 1978, 1985, 1993, 2000
- They Came to Stay (avec Marjorie Margolies-Mezvinsky), 1976
- Die Bauern-Passion Von Waal (avec Ursula Zeidler et Gerhard Eberts), 1976
- Felisa Rincon De Gautier: The Mayor of San Juan, 1972
- Puerto Rico: island of promise
- Israel on the seventh day, 1968
- Israel today: Land of many nations, 1958
- Israel without tears, 1950
- Destination Palestine: The story of the Haganah ship Exodus 1947, 1948[9]
- I Went To The Soviet Union, 1944
- I Went to the Soviet Arctic, éd. Simon & Schuster, 1939, 1991[10]

## Films
Le téléfilm de 2001 Haven est basé sur l'histoire de la vie de Ruth Gruber et met en vedette Natasha Richardson dans le rôle de Gruber et Anne Bancroft dans le rôle de sa mère Gussie. Bancroft est nommée pour un Emmy Award pour ce rôle. 
Un documentaire sur la vie de Ruth Gruber, intitulé Ahead of Time, est publié en 2010.